# Guilherme Júlio Teixeira de Moura
Guilherme Júlio Teixeira de Moura, 1.º Barão de Vilalva Guimarães (6 de março de 1814 - 13 de setembro de 1870), foi um médico e doutor em Medicina, que recebeu o título de Barão de Vilalva Guimarães por decreto de D. Luís I, de 14.1.1864, numa alusão ás suas propriedades em Vilalva, Vila Real, e ao nome do seu tio João Teixeira Guimarães, em atenção à generosa doação feita por este à Santa Casa da Misericórdia do Porto. Era irmão e herdeiro de Luís Cândido Teixeira de Moura, Bacharel em Direito pela Universidade de Coimbra, Secretário do Governo Civil de Aveiro, e Funcionário do Estado em diversos distritos, que foi pelas mesmas razões agraciado com o título de Visconde de Azinheira e que morreu sem descendentes.
O 1.º Barão de Vilalva Guimarães foi Médico Cirurgião pela Escola Médico-Cirurgica do Porto, tendo-se doutorado em Medicina na Universidade de Paris. Foi Reitor do Liceu de Vila Real, cargo do qual foi aposentado por carta de 28.11.1861, e Comissário dos Estudos do Distrito de Vila Real. Era Irmão da Stª Casa da Misericórdia do Porto. Foi condecorado com a medalha nº 3 das campanhas da Liberdade.

## Descendência
Não casou, mas teve descendência de Gertrudes Magna Vieira de Almeida Braga, viúva de José Joaquim Pereira Braga, e filha de Custódio José Vieira de Almeida Braga e de D. Ana Maria de Jesus:
- Guilhermina Teixeira de Moura (1849 - 16.10.1858)
- D. Adelaide Hermínia Teixeira de Moura, que casou com o General Fernando de Magalhães e Menezes